# 氧化汞
氧化汞（氧化汞(II)） 是一种碱性氧化物，为无机物，化学式为HgO，俗称三仙丹，有红色和黄色两种变体。氧化汞用于制取其他汞化合物，也用作催化剂、颜料、抗菌剂及汞电池中的电极材料。

## 制备
红色氧化汞由350 °C时汞在氧气中加热或硝酸汞受热分解制得，黄色氧化汞由含Hg2+的溶液与氢氧化物反应沉淀制得，两者的颗粒大小不同，黄色氧化汞的颗粒较小。这两种变体都为正交晶系，具有同一平面内的无限链结构，每一个汞原子与周围两个氧原子几乎呈线形连接，同时与相邻链上的四个氧原子配位。∠O-Hg-O为179°，∠Hg-O-Hg为107°。
用很稀的K2HgI4溶液与碱反应可以得到六方晶系的氧化汞，结构与正交晶系的类似，但链不在同一平面内，而是互相缠绕呈螺旋状。
红色氧化汞与黄色氧化汞的比较如下图：

## 反应及用途
氧化汞加热分解生成氧气和汞蒸汽。虽然现在已经几乎不用此法在实验室中制取氧气，但该反应在现代化学发展初期时起到了很大作用。1774年，约瑟夫·普利斯特里研究了氧化汞分解的反应，将生成的气体（氧气）称为“脱燃素气体”，而后该气体被拉瓦锡命名为“氧气”（希腊语原意为“酸素”）。拉瓦锡也因此进一步完善了他的“氧化学说”。
2 HgO → 2 Hg + O2
氧化汞是弱碱，可作氧化剂。单质氯气通入新制的氧化汞时得到一氧化二氯，可用于该气体的制备：
2 Cl2 + 2 HgO → HgCl2·HgO + Cl2O
氧化汞与过氧化氢反应生成过氧化汞，属于β型正交晶系。它可将二氧化硫氧化为三氧化硫，三氧化二砷氧化为五氧化二砷，水中的亚磷酸氧化为磷酸。溶于酸生成Hg(II)盐，在碱中有限可溶，机理尚不清楚。
此外，氧化汞也用于制取其他有机汞化合物，用作颜料、催化剂、抗菌剂以及汞电池中电极材料。

## 健康危害

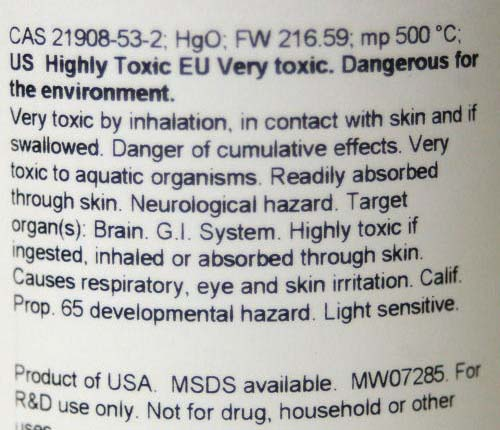
写有氧化汞危害信息的标签

氧化汞是剧毒化学品，可以通过吸入氧化汞气溶胶，皮肤渗透，及吞食进入人体。该化合物可以引起眼睛，皮肤及呼吸器官的炎症，并造成肾脏损伤。通过食物链生物累积效应，氧化汞可最终在人体内聚积，尤其是通过水生生物进入食物链而最终累积到人体中。该化合物已经被欧盟禁止用于杀虫剂。
氧化汞在20摄氏度下的挥发可以忽略不计。在光照或者加热到500摄氏度以上氧化汞会分解。加热氧化汞会生成剧毒的汞蒸气及氧气。氧化汞会和还原剂，氯气，双氧水，镁（加热条件下），及含硫化合物剧烈反应。